# Craig Waibel
Craig Waibel (Portland, 21 agosto 1975) è un ex calciatore statunitense, di ruolo difensore, attualmente Direttore generale e Chief soccer officer dei Seattle Sounders FC.